# Basketball Bundesliga de 1974–75
A Temporada 1974–75 da Basketball Bundesliga foi a 9.ª edição da principal competição de basquetebol masculino na Alemanha. A equipe do MTV 1846 Gießen de Hesse conquistou o seu quarto título nacional.

## Equipes participantes
| Norte                     | Norte         | Sul              | Sul         |
| Clube                     | Localização   | Clube            | Localização |
| ------------------------- | ------------- | ---------------- | ----------- |
| SSV Hagen                 | Hagen         | MTV 1846 Giessen | Giessen     |
| TuS 04 Leverkusen         | Leverkusen    | USC Heidelberg   | Edelberga   |
| MTV Wolfenbüttel          | Volfembutel   | 1. FC 01 Bamberg | Bamberga    |
| RuWa Dellwig              | Essen         | USC München      | Munique     |
| Hamburger TB              | Hamburgo      | ADB Koblenz      | Coblença    |
| SSC Göttingen             | Gotinga       | USC Mainz        | Mogúncia    |
| VfL Osnabrück             | Osnabruque    | TG Hanau 1837    | Hanau       |
| Großburgwedel/Hannover 96 | Großburgwedel | TSV 1860 München | Munique     |

## Classificação Fase Regular

### Grupo Norte
| Pos. | Clube                     | Pts      | Pts+ : Pts- | Classificação                   |
| ---- | ------------------------- | -------- | ----------- | ------------------------------- |
| 1    | SSV Hagen                 | 24:04:00 | 1237:1003   | Classificados para segunda fase |
| 2    | TuS 04 Leverkusen         | 23:05    | 1294:1083   | Classificados para segunda fase |
| 3    | MTV Wolfenbüttel          | 22:06    | 1247:1066   | Classificados para segunda fase |
| 4    | RuWa Dellwig              | 14:14    | 1180:1134   | Classificados para segunda fase |
| 5    | Hamburger TB              | 12:16    | 1152:1205   | Playouts                        |
| 6    | SSC Göttingen             | 08:20    | 1101:1220   | Playouts                        |
| 9    | VfL Osnabrück             | 05:23    | 1055:1348   | Playouts                        |
| 10   | Großburgwedel/Hannover 96 | 04:24    | 1150:1357   | Playouts                        |

### Grupo Sul
| Pos. | Clube            | Pts      | Pts+ : Pts- | Classificação                   |
| ---- | ---------------- | -------- | ----------- | ------------------------------- |
| 1    | MTV 1846 Giessen | 22:06:00 | 1320:1141   | Classificados para segunda fase |
| 2    | USC Heidelberg   | 21:07    | 1225:999    | Classificados para segunda fase |
| 3    | 1. FC 01 Bamberg | 19:09    | 1214:1147   | Classificados para segunda fase |
| 4    | USC München      | 19:09    | 1293:1186   | Classificados para segunda fase |
| 5    | ADB Koblenz      | 15:13    | 1185:1174   | Playouts                        |
| 6    | USC Mainz        | 06:22    | 1106:1265   | Playouts                        |
| 9    | TG Hanau 1837    | 06:22    | 1133:1337   | Playouts                        |
| 10   | TSV 1860 München | 04:24    | 1015:1242   | Playouts                        |

## Playouts

### Grupo Norte
| Pos. | Clube                  | Pts   | Pts+ : Pts- | Classificação           |
| ---- | ---------------------- | ----- | ----------- | ----------------------- |
| 1    | Hamburger TB           | 20:20 | 1736:1746   | Permanece na Bundesliga |
| 2    | SSC Göttingen          | 18:22 | 1576:1606   | Rebaixados              |
| 3    | VfL Osnabrück          | 11:29 | 1594:1908   | Rebaixados              |
| 4    | Großburgwedel/Hannover | 04:36 | 1619:1943   | Rebaixados              |

### Grupo Sul
| Pos. | Clube            | Pts   | Pts+ : Pts- | Classificação           |
| ---- | ---------------- | ----- | ----------- | ----------------------- |
| 1    | ADB Koblenz      | 23:17 | 1748:1699   | Permanece na Bundesliga |
| 2    | TG Hanau 1837    | 12:28 | 1709:1915   | Rebaixados              |
| 3    | TSV 1860 München | 11:29 | 1570:1786   | Rebaixados              |
| 4    | USC Mainz        | 09:31 | 1612:1820   | Rebaixados              |

## Grupos de quartas de finais

### Grupo A
| Pos. | Clube             | Pts   | Pts+ : Pts- | Classificação               |
| ---- | ----------------- | ----- | ----------- | --------------------------- |
| 1    | MTV 1846 Giessen  | 10:02 | 560:520     | Classificados para Playoffs |
| 2    | TuS 04 Leverkusen | 10:02 | 554:508     | Classificados para Playoffs |
| 3    | 1. FC 01 Bamberg  | 04:08 | 483:524     |                             |
| 4    | RuWa Dellwig      | 00:12 | 511:556     |                             |

### Grupo B
| Pos. | Clube            | Pts   | Pts+ : Pts- | Classificação               |
| ---- | ---------------- | ----- | ----------- | --------------------------- |
| 1    | USC Heidelberg   | 08:04 | 458:435     | Classificados para Playoffs |
| 2    | MTV Wolfenbüttel | 06:06 | 477:468     | Classificados para Playoffs |
| 3    | SSV Hagen        | 06:06 | 454:452     |                             |
| 4    | USC München      | 04:08 | 474:508     |                             |

## Playoffs
|  |    |                   |                |    |     |     |    |                  |    |    |     |  |
|  |    |                   |                |    |     |     |    |                  |    |    |     |  |
|  | A1 | MTV 1846 Giessen  | 81             | 78 | 159 |     |    |                  |    |    |     |  |
|  | B2 | MTV Wolfenbüttel  | 80             | 78 | 158 |     |    |                  |    |    |     |  |
|  |    |                   |                |    |     |     | A1 | MTV 1846 Giessen | 84 | 56 | 140 |  |
|  |    | B1                | USC Heidelberg | 69 | 67  | 136 |    |                  |    |    |     |  |
|  | B1 | USC Heidelberg    | 79             | 73 | 152 |     |    |                  |    |    |     |  |
|  | A2 | TuS 04 Leverkusen | 71             | 80 | 151 |     |    |                  |    |    |     |  |

## Campeões da Basketball Bundesliga (BBL) 1974–75
| Campeões da BBL 1974–75    |
| -------------------------- |
| MTV 1846 Gießen 4.º título |

## Clubes alemães em competições europeias
| Clube             | Competição         | Resultado                                                      |
| ----------------- | ------------------ | -------------------------------------------------------------- |
| SSV Hagen         | Copa dos Campeões  | Eliminado na Segunda Fase por Maes Pils (85-81;83-103)         |
| 1. FC 01 Bamberg  | Copa Korać         | Eliminado na Segunda Fase por ASPO Tours (72-77;69-121)        |
| MTV Wolfenbüttel  | Copa Korać         | Eliminado na Segunda Fase por JA Vichy (81-93;84-86)           |
| BC/USC München    | Copa Korać         | Eliminado na Primeira Fase por Brina Rieti (86-101;53-92)      |
| TuS 04 Leverkusen | FIBA Copa Europeia | Eliminado na Primeira Fase por Embassy All-Stars (65-77;83-84) |